# 3 %
3 % es una serie de suspenso y ciencia ficción brasileña de Netflix. Es un reinicio de una serie web de 2011 del mismo nombre creada por Pedro Aguilera que tuvo su episodio piloto producido y subido a YouTube. Constituye el primer proyecto de producción original de Netflix en Brasil, y es una de las primeras series de Netflix producidas en un idioma distinto del inglés. 3 % está protagonizada por Bianca Comparato y João Miguel.
El argumento se desarrolla en un futuro distópico en Brasil en el que a las personas se les da la oportunidad de ir a la «mejor cara» de un mundo dividido entre el progreso y la devastación, pero solamente el 3 % de los candidatos va a tener éxito. Una serie de pruebas a través del «proceso» son las que determinan si los candidatos son oportunos o no para viajar al exterior. En el caso de que el candidato/a supere con éxito las pruebas, se cancela todo vínculo con su familia y su entorno previo al reclutamiento. Este nuevo sistema de dominación de la población pone a prueba a los candidatos, pero hay algunos que no están dispuestos a continuar con el sometimiento del proceso en un mundo totalmente desigual.

## Personajes

### Principales
- Michele Santana (Bianca Comparato): es una joven inteligente y astuta que participa en el Proceso. No tiene familia y fue criada por su hermano, el cual no regresó después del Proceso.[6]
- Ezequiel (João Miguel): es el jefe del Proceso, quien controla las pruebas. Es serio y estricto pero con comportamiento autodestructivo para sí mismo; además, oculta muchos secretos.
- Marco Álvares (Rafael Lozano): pertenece a una familia conocida por pasar siempre el Proceso. Ansía unirse a ellos en Mar Alto.* (Temporadas 1, 3 y 4; recurrente en la temporada 2)
- Fernando Carvalho (Michel Gomes): fue criado por su padre, quien está a favor del Proceso. Fernando usa una silla de ruedas. Algunos candidatos no creen en sus posibilidades de completar con éxito el Proceso por su limitación física.
- Rafael Moreira / Thiago (Rodolfo Valente): es un joven egocéntrico, egoísta, sarcástico y que está dispuesto a hacer cualquier cosa por pasar el Proceso, incluso trampa y engañar. Oculta misterios y cree que el fin justifica los medios. Es el primero que se da cuenta de que los juegos están arreglados.
- Joana Coelho (Vaneza Oliveira): siempre ha vivido en la pobreza de las calles del Interior. Es inteligente y capaz, y muestra poco interés en el Proceso.
- Thais Lago como Elisa, una doctora en Mar Alto y novia de Rafael. (Temporadas 2–4)
- Amanda Magalhães como Natália, una agente de la causa que se involucra con Joana. (Temporada 3; recurrente en la temporada 2)
- Léo Belmonte como Arthur Moreira, el hermano menor de Rafael. (Temporada 3, 4)
- Fernando Rubro como Xavier, un chico muy alegre cuya familia nunca ha podido entrar al Proceso. (Temporada 3 y 4)

### Secundarios
- Júlia (Mel Fronckowiak): esposa de Ezequiel y una empleada del Proceso, quien no se siente a gusto en Mar Alto.
- Aline (Viviane Porto): es una joven y ambiciosa empleada del Consejo del Proceso, quien quiere derrotar a Ezequiel y convertirse en la próxima jefa del Proceso.
- Cássia (Luciana Paes): es la Jefa de Seguridad del Proceso. Es extremadamente leal a Ezequiel.
- Líder de la causa (Celso Frateschi): fundador de la Causa, movimiento que pretende acabar con el Proceso.
- Matheus (Sérgio Mamberti): miembro del Consejo del Proceso.
- Nair (Zezé Motta): miembro del Consejo del Proceso, y amiga de Ezequiel.
- Glória (Cynthia Senek): buena amiga de la infancia de Fernando, tiene 20 años y quiere pasar el Proceso.
- Silas (Samuel de Assis): es un médico del Interior, el cual forma parte de la Causa.
- Marcela Álvares (Laila Garin): es la nueva jefa de seguridad, y más tarde, la jefa del Proceso.
- André Santana (Bruno Fagundes): es el hermano de Michele. Fue el primer ciudadano en cometer asesinato en Mar Alto.
- Elisa (Thais Lago): es la novia de Rafael en Mar Alto.

## Producción
Creada por Pedro Aguilera, la serie es dirigida por César Charlone, Daina Giannecchini, Dani Libardi y Jotagá Crema y protagonizada por Bianca Comparato y João Miguel. Se filmó en Resolución 4K. Se trata de la primera obra original de Netflix en Brasil, y fue producida por Boutique Filmes. Netflix empezó a trabajar en Brasil en 2011, así como en gran parte de Latinoamérica.
En unas declaraciones, Thiago Mello, productor ejecutivo de 3%, dijo: "La inversión de Netflix en contenido brasileño, talento local y narrativas creativas es clave para el crecimiento como industria". Erik Barmack, vicepresidente de Contenido Independiente y Local de Netflix, añadió: "Estamos ansiosos de trabajar con un equipo tan aclamado en nuestra primera producción original completamente rodada en Brasil. Estamos seguros de que esta premisa fascinante será muy disfrutada por nuestros miembros de todo el mundo". Charlone agregó: "Últimamente, las series cuestionan la dinámica de la sociedad, que impone permanentes procesos de selección que todos debemos pasar, queramos o no".
El estreno de la serie fue programado para el 25 de noviembre de 2016. Siguiendo el modelo de series de Netflix, estuvieron disponibles los 8 episodios de la primera temporada en la plataforma al mismo tiempo, con un lanzamiento global en más de 190 países. La segunda temporada se estrenó en Netflix el 27 de abril de 2018, con 10 episodios disponibles. El 4 de junio de 2018, la serie fue renovada para una tercera temporada, que se estrenó el 7 de junio de 2019. El 28 de agosto de 2019, Netflix confirmó que 3% había sido renovada para una cuarta temporada, que sería la última de la serie. Dicha temporada fue estrenada el 14 de agosto de 2020.

## Episodios
| Temporada | Episodios | Fecha de lanzamiento    |
| --------- | --------- | ----------------------- |
| 1         | 8         | 25 de noviembre de 2016 |
| 2         | 10        | 27 de abril de 2018     |
| 3         | 8         | 7 de junio de 2019      |
| 4         | 7         | 14 de agosto de 2020    |

### Temporada 1
| Episodio | Título   | Dirigido por                      | Fecha de estreno        |
| --- | -------- | --------------------------------- | ----------------------- |
| 1.1 | Cubos    | César Charlone                    | 25 de noviembre de 2016 |
| En un futuro lejano la mayoría de la población es pobre y vive en las barriadas, mientras que la élite vive en una isla paradisíaca con todo tipo de comodidades. Cada año, las personas de 20 años tienen la oportunidad de dejar esa vida y acceder a la isla a través del "Proceso", pero solamente el 3% de ellos conseguirá superarlo. Michele, una de estas veinteañeras accede al Proceso junto con su amiga Bruna. La primera prueba del Proceso es una entrevista en la que uno de los aspirantes termina suicidándose debido a la frustración por no haberla superado. Fernando se pregunta si pasará la entrevista ya que es discapacitado, está en silla de ruedas, pero lo supera. Los candidatos son colocados en grupos para realizar la segunda prueba y Joana se da cuenta de que Rafael ha hecho trampas para poder acceder. En esta segunda prueba cognitiva, cada persona debe construir 9 cubos con una colección de bloques complejos. Rafael hace trampa y roba un cubo del candidato de al lado, sin embargo le dejan pasar a la siguiente fase. Michele sólo tiene 8 cubos, pero Fernando los junta para construir el noveno superando así la prueba. Joana construye 11 cubos. Posteriormente interrogan a Michele y Bruna, ya que sospechan que son infiltradas de un grupo revolucionario conocido como "La Causa". Michele convence a Bruna para que ataquen al interrogador, pero Bruna es asesinada. Los funcionarios del Proceso deducen que ella era la infiltrada de la Causa, sin embargo se revela que realmente era Michele, quien rompe a llorar por haber causado la muerte de su amiga. |          |                                   |                         |
| 1.2 | Monedas  | Daina Giannecchini & Jotagá Crema | 25 de noviembre de 2016 |
| Examinan físicamente a los candidatos y le dicen a Fernando que sus piernas se pueden curar en Mar Alto, pero le dice a Michele que desea permanecer en su silla de ruedas, ya que su vida no sería la misma sin ella. La tercera prueba es una escena de crimen falsa ambientada en Mar Alto. El grupo debe averiguar qué pasó. Al principio, parece que la mujer ficticia simplemente se está ahogando, pero Fernando cree que la mujer asfixiante fue envenenada. Todos están de acuerdo, pero Rafael señala que las pistas son engañosas, y la mujer en realidad está teniendo una reacción alérgica a la plata. Fernando finalmente acepta, y ellos pasan con la teoría de Rafael. Aline rastrea a Ezequiel, quien desaparece durante la cuarta prueba. La siguiente prueba, la quinta, consiste en elegir que candidato será expulsado, aquellos que tengan una moneda al finalizar la prueba seguirán en el proceso. Marco sugiere un método que considera justo, pero Joana se salta las normas para poder pasar. |          |                                   |                         |
| 1.3 | Corredor | Dani Libardi                      | 25 de noviembre de 2016 |
| En la siguiente prueba el grupo anda por un pasillo oscuro cuando se libera un gas que causa alucinaciones. Todos ven algo diferente, pero Joana es capaz de guiarlos hasta el otro lado. Por la noche, tras llegar a las habitaciones, Fernando y Michele se besan. A pesar de que los efectos del gas deberían desaparecer, Ágata continúa alucinando e intenta matar a Joana, pero Rafael interviene. Mientras tanto, se demuestra que Ezequiel se había escapado durante la cuarta prueba para ver a Augusto, que vive en el Interior. A través de flashbacks, se revela que Joana mató accidentalmente al hijo de un gánster, lo que la llevó a falsificar un registro también para que se le permitiera entrar en el proceso y así evitar las posibles represalias. Rafael se da cuenta de su registro falso, y los dos se chantajean entre sí. Augusto intenta colarse y es casi atrapado por Aline, entonces Ezequiel le dice que no puede volver. Cuando se levantan a la mañana siguiente, Joana se da cuenta de que las salidas han sido bloqueadas y por tanto, todos los candidatos están atrapados dentro de los dormitorios. |          |                                   |                         |
| 1.4 | Puerta   | Jotagá Crema                      | 25 de noviembre de 2016 |
| Los candidatos siguen atrapados en los dormitorios. Mientras busca una salida, Marco piensa en la historia de su familia, en la que todos acabaron en Mar Alto. Él es el que organiza el grupo para conseguir comida y pasar la prueba. Cuando todos pasan, Ezequiel se molesta y por tener que enviar la comida. Finalmente, Marco y algunos otros hombres utilizan objetos del lugar como armas, para intentar abrir la puerta. Cuando se dan cuenta de que no hay salida, atacan a los demás para robar su comida. Marco mata a una chica en el Proceso para dar muestra de su poder. Michele y los demás construyen una barricada contra ellos, mientras que Joana encuentra a Ágata, que murió de desnutrición. Entonces, sube por el respiradero de donde vino la comida, pero encuentra a Ezequiel, que le dice que ella todavía puede salvar a los demás. Joana vuelve, salvando y liberando a los candidatos que Marco intentó atacar. Todos se vuelven contra él y sus hombres, matando a algunos. La puerta se abre y todos salen. Marco se despierta sangrando antes de que la puerta se cierra, y se arrastra hasta él. Sin embargo, la puerta se cierra exactamente en el momento en que Marco pasa, seguramente matándolo o dejándolo seriamente mutilado. Mientras tanto, pillan a Aline espiando en las cosas de Ezequiel. Se descubre que Rafael participó en el Proceso el año pasado pero no pasó, por lo que robó el registro de su hermano inconsciente para participar por segunda vez. Más tarde, se revela que Michele es una infiltrada de la Causa.                                                  |          |                                   |                         |
| 1.5 | Agua     | César Charlone                    | 25 de noviembre de 2016 |
| Mediante flashbacks se revela que cinco años antes del inicio de la serie, Ezequiel se convierte en el supervisor principal del Proceso 99 en adelante. Está casado con una procuradora, Júlia, que asiste a la primera prueba, la etapa de entrevista. Durante su primera vez a cargo, ella descalifica a un candidato que no había hecho nada malo, simplemente admitió haber tenido un hijo. Más tarde, ella y Ezequiel monitorean una redada, donde se ve a un niño en las imágenes. Júlia rompe a llorar al ver al niño, y más tarde le revela a Ezequiel que él es Augusto, el hijo que abandonó cuando ella pasó el Proceso. Se ve como Júlia se comporta de una manera muy extraña hasta el punto de que intenta escapar al Interior para ver a Augusto. Ezequiel la detiene y la lleva al Centro de Rehabilitación y Tratamiento, donde ella se ahoga en el océano, de este modo se comete el primer suicidio en la historia de Mar Alto. Ezequiel se derrumba y va a ver al propio Augusto, así inicia una relación con el chico que continúa hoy. A lo largo de los flashbacks, los candidatos se relajan en el césped de las instalaciones antes de ser conducidos a sus habitaciones individuales. |          |                                   |                         |
| 1.6 | Vidrio   | Daina Giannecchini & Dani Libardi | 25 de noviembre de 2016 |
| A cada uno de los candidatos se le asigna una habitación y les traen a los familiares para verlos. En ese momento, se les ofrecen dos opciones: continuar con el Proceso, o rendirse y coger una gran cantidad de dinero para su familia. Michele y Rafael pasan y continúan con el Proceso. Joana se enfrenta a unos secuaces enviados por el padre del niño que mató. Él le dice a ella que puede quedarse allí, en cuyo caso la mataría, o salir con él y vivir, ya que el Proceso le está ofreciendo más dinero que el precio que tiene en su cabeza. Ella decide quedarse y el hombre se revela como un ciudadano de Mar Alto. El padre de Fernando trata de convencerlo de que se quede mientras que Fernando está dispuesto a regresar con tal cantidad de dinero. Decide seguir adelante cuando su padre le dice que no tendrá a dónde ir si regresa. Los candidatos restantes se dirigen a sus pruebas individuales finales: Michele debe decirles a los padres de Bruna que está muerta y convencerlos de que permitan que su hija menor participe en el Proceso. Fernando debe diseñar una nueva prueba para el Proceso y Rafael debe buscar la ayuda de otro candidato para presionar dos botones al mismo tiempo. Todos ellos pasan, Rafael lo hace con la ayuda de Fernando después de revelarle que él y Michele están con la Causa. Ezequiel va a decirle a Augusto que ya no podrá ir a verlo más y Aline acepta guardar el secreto de Ezequiel. Michele saca una pequeña cápsula de debajo de su piel. |          |                                   |                         |
| 1.7 | Cápsula  | Daina Giannecchini                | 25 de noviembre de 2016 |
| Se organiza una cena de celebración para los candidatos antes del paso final, el ritual de "purificación". Michele envenena la bebida de Ezequiel usando el veneno de la cápsula que sacó de su cadera, pero él y César, un hombre que pertenece a Mar Alto, intercambian sus vasos, lo que provoca que César muera. Ezequiel sabe que él era el verdadero objetivo e interroga a todos los candidatos individualmente. Rafael, que vio que fue Michele la que envenenó la copa deja caer la cápsula vacía sobre una barandilla. Ezequiel y Cássia realizan una confesión falsa del miembro de la Causa, capturan y arresta a Aline, como sospechosa del asesinato. En un último intento por demostrar su inocencia intenta enseñar documentos que comprometen a Ezequiel. Michele regresa a su habitación y se encuentra a Ezequiel esperándola con la cápsula en la mano. |          |                                   |                         |
| 1.8 | Botón    | César Charlone                    | 25 de noviembre de 2016 |
| Ezequiel habla con Fernando y le dice que Michele ha sido eliminada, Fernando decide renunciar e ir a buscarla. Mientras tanto, a Michele la torturan ahogándola. Ezequiel le revela que la única razón por la que no la ha matado todavía es porque también fue miembro de la Causa y sabe lo que es estar en su lugar. Le muestra el vídeo de su hermano, que está vivo y le explica que ha sido engañada. Michele finalmente revela dónde se supone que debe reunirse con el líder de la Causa y arrestan a Ezequiel. Ella sigue con el fin de acabar en Mar Alto. Luego reúnen a todos los candidatos que han pasado el Proceso y les explican que el ritual de purificación consiste en un procedimiento de esterilidad, ya que en Mar Alto sólo pueden vivir aquellos que se lo merezcan. Rafael se sorprende al principio, pero accede. Joana abandona el proceso cuando se le ofrece una posición entre él y un asesino de un miembro de la pandilla que la persigue. Cuando se está yendo se encuentra con Fernando y ambos expresan su frustración con el Proceso. |          |                                   |                         |

### Temporada 2
| Episodio | Título     | Dirigido por       | Fecha de estreno    |
| --- | ---------- | ------------------ | ------------------- |
| 2.1 | Espejo     | Philippe Barcinski | 27 de abril de 2018 |
| En un flashback, se revela la existencia de un trío fundador. En el Interior, Joana se une a la Causa. Ella y otro recluta se enfrentan al desafío de crear tres cápsulas suicidas de ranas venenosas; ambos fracasan como resultado de la negativa de Joana a ayudar a su pareja. Sin embargo, Joana ayuda a Silas a encontrar una nota secreta del Viejo, el verdadero fundador de la Causa, sobre qué hacer en caso de su muerte. El plan consiste en robar fertilizante de Gerson. Tienen éxito, aunque Joana recibe un disparo y activan una advertencia de vigilancia al hacerlo. En Mar Alto, el hermano de Michele está preso como el primer asesino en la historia de Mar Alto. Ezequiel ofrece asegurar la libertad de su hermano si ella trabaja en su plan y crea una nueva prueba para el Proceso. La prueba es un laberinto de paredes claras que se mueven a partir de patrones impredecibles. |            |                    |                     |
| 2.2 | Tostador   | Daina Giannecchini | 27 de abril de 2018 |
| Después de su llegada a Mar Alto, Rafael intenta construir una radio para comunicarse con los miembros de la Causa, pero falla porque Mar Alto está demasiado avanzado para lo que necesita. En una fiesta para conocer a gente, Rafael parece no estar interesado en nadie, incluso rechaza a una dama con quien tiene un "87% de coincidencia”. Rafael conoce y empieza hablar con la enfermera Elisa con quien comparte un 1,4%. Rafael usa partes de la tostadora antigua de Elisa y construye con éxito la radio, pero aun así no se comunica con la Causa. Elisa atrapa a Rafael usando la radio, pero decide dejarlo y le informa del bloqueo de frecuencia en el área. Rafael entrena para convertirse en soldado del Proceso, y logra pasar la misión de entrenamiento en el último minuto. En el Interior, Joana y Silas discuten sobre un plan para bombardear el Proceso, que implica matar a los jóvenes candidatos. Fernando trabaja como técnico de radio para su padre, que predica y ayuda a los candidatos a entrenarse para el Proceso. Su amigo Glória cumple 20 años este año y planea participar en el próximo Proceso. En una prueba de práctica que consiste en construir cubos de papel, Ariel, el amigo de Glória, derrama agua para arruinar los cubos de Glória, solo para que Fernando avise a la multitud que jugar sucio tendrá sus recompensas. Más tarde, Joana intenta buscar la ayuda de Fernando para encontrar un mejor plan para acabar con el Proceso. |            |                    |                     |
| 2.3 | Estática   | Daina Giannecchini | 27 de abril de 2018 |
| Fernando tiene un sueño en el que Glória es la portadora de bombas en el Proceso. Ezequiel amenaza a Michele utilizando a su hermano, André, y le ordena que continúe simulando ser un infiltrada de la Causa para localizar a los líderes y obtener información sobre su plan de bombardeo. Durante la inscripción para el próximo Proceso, Fernando intenta advertir a Glória y le ruega que no se una al Proceso, Glória se enfada y le dice que prefiere morir antes que acabar como él. En los cuartos de la Causa, los miembros reciben señales de radio de Michele, Silas e Ivana se pelean por la credibilidad de la infiltrada. Mientras tanto, Fernando propone un plan para detener el Proceso que consiste en borrar todos los datos almacenados allí. Mientras Rafael se encuentra de servicio como soldado en el Interior ve a Michele encubierta, entonces finge ser atacado para destruir su cámara y seguir a Michele. Glória ve a Fernando trabajando junto con Joana y termina su amistad con él. Fernando se encuentra con Michele después de decodificar sus señales de radio, y huyen juntos cuando Silas intenta matar a Michele. Corren a un almacén abandonado, donde se encuentran Joana, Ivana y Rafael, y se sostienen a punta de pistola, sin saber que Ezequiel está escuchando su conversación y sus identidades como miembros de la Causa. |            |                    |                     |
| 2.4 | Servilleta | Philippe Barcinski | 27 de abril de 2018 |
| Sostenidos a punta de pistola, Michele y Rafael empiezan a acusarse el uno al otro por ser un traidor. Ivana y Joana los atan en diferentes cuartos para interrogarlos, haciéndolos inhalar gas que causa alucinaciones. Bajo la guía de Ezequiel, Michele evita exponerse a sí misma como la traidora bajo la influencia del gas y hace que Joana y Fernando crean en ella, aunque Ivana todavía confía en ella. Marcela, creyendo que Rafael fue atacado y secuestrado por la Causa, pronto llega con sus fuerzas armadas para rescatarlo. Michele y Joana escapan por un pasillo secreto, mientras que Ivana obliga a Rafael a matarla para que Rafael pueda seguir como si fuera un miembro leal del Proceso. De vuelta en los cuartos del proceso, Cássia se da cuenta del contacto de Ezequiel con Michele y decide informar a Marcela al respecto. |            |                    |                     |
| 2.5 | Lámpara    | Philippe Barcinski | 27 de abril de 2018 |
| Michele decide traicionar a Ezequiel, y le transmite mensajes a Joana escribiendo en papeles, sin darse cuenta de que Ezequiel ha descubierto lo que está haciendo. Rafael decide llevar a Michele a Marcela, viendo cómo estaba dispuesta a traicionarlo durante el interrogatorio. Silas llega abruptamente al escondite donde se encuentran Joana y Michele, y está a punto de matar a Michele cuando aparece Ezequiel, afirmando que él está aquí para salvar la Causa.Hay un flashback donde se muestra a Ezequiel está ansioso por infiltrarse en Mar Alto. Cuando el Viejo le dice que no está seleccionado, Ezequiel se enfada y arroja una lámpara encendida al Viejo y sale corriendo. De vuelta al presente, Cássia y Marcela se cuelan en la habitación de Ezequiel y escuchan su conversación con los miembros de la Causa en el escondite. Ezequiel revela que quiere derribar al Proceso y a los miembros del Consejo, creando un Nuevo Mundo donde no haya división.SIlas y Ezequiel están de acuerdo con bombardear el Proceso, en contra de lo que piensan Joana y Michele. Mientras Ezequiel y Michele regresan a los cuarteles del Proceso, Marcela ya ha enviado tropas para capturar a los miembros de la Causa. Marcela asesina a Ezequiel y pasa a ser la nueva jefa del Proceso. |            |                    |                     |
| 2.6 | Botellas   | Dani Libardi       | 27 de abril de 2018 |
| Tras la muerte de Ezequiel, se anima a los ciudadanos del Interior a enviar consejos sobre la Causa y los participantes del Proceso recibirán una ventaja por hacerlo. Esto provoca malestar entre los ciudadanos. Fernando anuncia al público la verdad sobre el proceso de esterilización mientras celebran el día del Proceso, y esto crea confusión y dudas entre los habitantes del Interior. Un soldado de Mar Alto se acerca a Glória para incitarla a traicionar a Fernando a cambio de una ventaja en el Proceso. Mientras tanto, Joana y Michele roban con éxito la bomba de Silas, pero Michele traiciona la Causa al entregarle la bomba a Marcela ya que es amenazada con su hermano. Glória se encuentra con Fernando se discuten y se besan. Se revela que Fernando perdió la capacidad de caminar al caerse de un edificio mientras jugaba con Glória cuando eran niños. Los soldados de Mar Alto arrestan a Fernando, que se cree que ha sido Glória el que lo ha vendido. Rafael permite pasar a Fernando el control de seguridad con una radio oculta. |            |                    |                     |
| 2.7 | Niebla     | Jotagá Crema       | 27 de abril de 2018 |
| Elisa le pide a Rafael que regrese a Mar Altocon ella, por preocupación por el reciente incidente de "secuestro", pero Rafael lo rechaza. Mientras Fernando permanece encerrado en una celda, Rafael se le acerca e insiste en que no traicionó a la Causa, a pesar de que todos los miembros de la Causa ya han creído firmemente lo contrario.Michele regresa a Mar Alto y se ve obligada a realizar una prueba de simulación para borrar sus recuerdos sobre la verdad de la muerte de Ezequiel, pero logra resistirse y despertarse, deja a Cássia inconsciente. En la cabina de registro, Elisa descubre que Rafael le robó la identidad a su hermano menor para participar en el Proces y que en realidad se llama Tiago. Rafael no le confiesa estar con la Causa. Un miembro de la Causa aparece repentinamente y trata de matar a Rafael para vengarse de Ivana, pero Rafael lo mata primero, Elisa resulta herida. Elisa sobrevive y le ruega a Rafael que la siga y regrese a Mar Alto. Michele intenta escapar con su hermano. Mientras, Joana se encuentra con Marco. |            |                    |                     |
| 2.8 | Sapos      | Dani Libardi       | 27 de abril de 2018 |
| Marco encadena a Joana y la culpa de llevarle a la miseria. En un flashback, se muestra como un equipo médico trató a Marco después de ser mutilado por una puerta durante el Proceso. Luego lo llevaron al Interior pero sentía vergüenza y no volvió con su familia, se unió a la milicia. En la actualidad, Rafael a buscar formas de salvar a Joana. Mientras tanto, Michele y André corren a un escondite para evitar que Cássia les encuentre. André experimenta alucinaciones y no puede recordar el código de acceso al escondite, Michele sugiere que probablemente le borraron y alteraron la memoria para culparlo por el asesinato. Descifran el código cuando Cássia y sus guardias se acercan y se revela que el escondite fue construido por la Pareja Fundadora, que André afirma que había “otro”. De vuelta en el interior, Rafael se acerca a Gerson con el pretexto de hacer negocios oficiales, pero descubre que Joana ya ha escapado con la ayuda de Marco. Joana va al sótano de ranas para encontrarse con Rafael, pero ve a Silas y se revela que éste vendió a Joana para obtener más fertilizante. Rafael llega y Silas estaba a punto de dispararle cuando Joana y empuja a Silas al estanque de ranas y él muere a causa del veneno. Gerson se enfrenta a Marco y es asesinado por él. Marco asume la posición del líder de la milicia y solicita una audiencia con Marcela. Se revela que Marco es el hijo de Marcela. |            |                    |                     |
| 2.9 | Collar     | Jotagá Crema       | 27 de abril de 2018 |
| En flashbacks, el Trío Fundador, Laís, Vítor, Samira, estaban trabajando en un proyecto para crear una utopía para que todos vivan, patrocinado por los ricos y poderosos. El resto de la población vive en condiciones terribles y está al borde de una guerra civil. El padre de Samira es uno de los patrocinadores del proyecto y le pide al Trío que acelere la migración a pesar de que Mar Alto aún no está preparado para mantener a la gran población. Él sugiere hacer que los científicos que se encuentran actualmente en la isla se vayan y el Trío se niega a cumplir, diciendo que Mar Alto es para personas competentes y no para que los ricos puedan manipular su entrada. Al bloquear el acceso a la isla, Samira negocia y solicita a los patrocinadores para construir una unidad de Mar Alto en el Interior. Sin embargo, Laís y Vítor no están dispuestos a volver al Interior y comenzar todo desde cero, y sugieren volar la central eléctrica del Interior para destruir los datos bancarios, haciendo que los ricos pierdan su estatus. Discuten y Samira es asesinada. Laís y Vítor prosiguen su plan, formando el presente día de la Pareja Fundadora y la forma de gobernar. En el presente, Michele se entera del Trío Fundador y André recupera su memoria; sabía del Trío Fundador, pero defiende la ideología de la Pareja Fundadora. Asesinó a su mentor cuando quería informar al consejo sobre la verdad. Rafael mete a Joana en la instalación del Proceso y le pasa un anillo a Fernando para romper y destruir la fuente de alimentación, apagando las cámaras de seguridad para que Joana pueda destruir los datos mientras Rafael destruye la copia de seguridad. |            |                    |                     |
| 2.10 | Sangre     | Philippe Barcinski | 27 de abril de 2018 |
| Marcela refuerza la seguridad, pero Fernando logra cumplir su parte con éxito sin ser detectado. Sin embargo, Marco persigue a Joana y Fernando tiene que cumplir su parte del plan para destruir los datos solo, Fernando se corta para dejar que su sangre contamine los datos pero se debilita al perder demasiada sangre. Joana llega poco después y consigue que Fernando se esconda.Mientras tanto, Rafael tiene problemas para acceder a la sala de datos de respaldo, pero aparece Michele y afirma que quiere ayudarlos, abriendo las puertas con el collar. Sin embargo, mientras están en la habitación, Michele toma a Rafael con la guardia baja y lo deja inconsciente. Luego, procede a mover los datos de respaldo a otro dispositivo de almacenamiento. Al mismo tiempo, Marcela logra restaurar la fuente de alimentación, pero todos los datos ya han sido borrados. El descontento comienza a aumentar entre los participantes del Proceso, ya que se les niega la entrada debido a la pérdida de datos. Los candidatos fuerzan la entrada y acceden a la instalación, chocando con los agentes de la división del Proceso. Joana y Fernando aprovechan para escapar entre el caos. Michele va a reunirse con el concejal Nair para hacer un trato por los datos de respaldo. Sin saber que Michele saboteó su plan, Joana y Fernando celebran con la Causa. Rafael recupera la conciencia y contacta a Joana para informarle sobre el sabotaje y que el proceso continuará. Rafael y Elisa discuten. De vuelta en la instalación del Proceso, los manifestantes están a punto de ser atacados cuando la Consejera Nair anuncia el inicio del Proceso 105. Se revela que Michele ha hecho un trato para conservar los datos y solo se publicarán una vez al año durante el Proceso, a cambio de suministros en el Interior. Los candidatos del Proceso se preparan para las pruebas. Joana quema el cuerpo de Silas. Mientras tanto, Michele revela sus planes de usar los suministros para construir una utopía en otro lugar, y le pide a Fernando que se una a ella. |            |                    |                     |

### Temporada 3
| Episodio | Título      | Dirigido por                                   | Fecha de estreno   |
| --- | ----------- | ---------------------------------------------- | ------------------ |
| 3.1 | Arena       | Daina Giannecchini, Dani Libardi, Jotogá Crema | 7 de junio de 2019 |
| El capítulo inicia con Michelle encendiendo las luces de "La Concha" que se encuentra al borde del interior, pero al otro extremo del edificio del proceso. Joana llega a La Concha con la intención de destruir su generador pero se topa con Xavier, con quien tropieza y éste le da la bienvenida y le ofrece un tour. Le muestra los jardines, las cosechas, sin embargo, lo que más impresiona a Joana es el agua fresca en abundancia. Continuando con el tour por la Concha, Joana se encuentra con una silla de ruedas vacía, y esta la mira con nostalgia y tristeza, asumiendo que Fernando ha muerto. Más adelante se topa con Marco, el cual ha cambiado y ahora es colaborador. También se encuentra con Rafael (Tiago), el cual ahora es un alcohólico y no ayuda en nada a La Concha. Una vez en el generador, Joana le pregunta por su funcionamiento, pero Xavier le dice que él no sabe nada y que le presentaría a Michelle, que es quien conoce todo. Mientras tanto, afuera, un contingente de soldados de Alta Mar inician un ataque hacia la Concha, pero en último momento se envía una orden urgente de retorno La orden se da debido a una inusual tormenta de arena que se dirige hacia la Concha, la cual destruye casi por completo los jardines y las cosechas, daña el generador, dejándola sin electricidad y el colector de agua. Todo se convierte en un caos y pronto comienza a escasear la comida, la poca que queda se la comienzan a robar, por lo que se le ordena a algunos de más confianza a que vigilen (día y noche) las despensas y para prevenir el colapso de la concha Gloria le sugiere a Michelle expulsar a todos los que no contribuyen o ayudan a la Concha, Michelle se niega, pero recibe una visita de Marcela y André (quien es fiel seguidor de Marcela) quien le propone ayuda de Mar Alto a cambio de convertir La Concha en una sucursal del Proceso. Michelle no acepta, pero André le da un comunicador y le dice que lo piense. Michelle entra a la concha, mira a todos desde un balcón y dice que hará una selección similar al "proceso" para elegir quien se queda y quien se va. Solo el 10% será elegido, pero Michelle le pide a todos que se quiten el implante y quien no lo haga deberá irse de inmediato. Muchos abandonan ante la negativa de retirarse el implante y en la puerta de La Concha, Michelle despide de forma temporal a los que se van, cerrando las puertas de La Concha. |             |                                                |                    |
| 3.2 | Escalpelo   | Daina Giannecchini, Dani Libardi, Jotogá Crema | 7 de junio de 2019 |
| En un flashback, Natalia y Joana hablan de La Concha y luego discuten, Natalia se retira y Joana les dice, antes que se vayan que están traicionando la causa. De vuelta a la realidad Joana convoca a una reunión a escondidas con Natalia y otros que están de acuerdo con destruir Alta Mar. Su plan es utilizar el generador para llevarlo a Alta Mar y provocar un pulso electromagnético para destruirla para siempre. Rafael, quien también está en la reunión, rechaza el participar, aduciendo que en el intento de destruir Alta Mar, lo perdió todo. Michelle da inicio a las pruebas, llamando en primera instancia a Rafael, Marco y Joana. Se trata de una prueba de colaboración, en la cual Rafael tiene los ojos vendados, Marco también, pero además tiene unos audífonos que le impiden escuchar y Joana está atada a una silla. Tienen 6 minutos para salir, todos, de la sala. Los 3 pasan la prueba a pocos segundos de terminarla. Para la segunda prueba, llaman a Xavier, Joana, Natalia, Rafael, Octavio y a Artur quienes tienen que decir "Yo creo en La Concha" a un polígrafo, si este detecta que mienten 3 veces, todos quedan eliminados. Al final, el polígrafo detecta las 3 veces de mentiras y Octavio se enfada y agrede a Joana, en eso Michelle entra y dice que la prueba era mentira y que el objetivo principal era ver como reaccionaban al fracaso. Al final solo eliminan a Octavio, este se enoja y tomando una navaja le corta el cuello a Michelle, luego se suicida. |             |                                                |                    |
| 3.3 | Remedio     | Daina Giannecchini, Dani Libardi, Jotogá Crema | 7 de junio de 2019 |
| En un flashback, Rafael recuerda como se convirtieron en prófugos de Mar Alto debido a que el hermano de Tiago (el verdadero Rafael) le revela a Marcela que él le robó su implante para filtrarse en el Proceso como miembro de la causa. Tiago se entera y huye con Elisa al continente. Ya fuera del edificio del Proceso, Elisa discute con Tiago y lo abandona, diciéndole que ya todo ha terminado. La siguiente prueba es realizada por Elisa a petición de Michelle mientras se recupera de la herida. Tiago y Artur son los participantes y son llevados, con los ojos vendados a un cuarto de la concha, el objetivo es saber cual es el norte y disponen de 2 minutos. No se les permite abrir la ventana. Artur, visiblemente enfermo se concentra con encontrar la respuesta y de pronto, tocando las paredes detecta la temperatura y logra dar con la respuesta correcta. Elisa llama a André por el comunicador que éste le dio a Michelle y pide regresar a Mar Alto, pero éste le dice que eso es imposible dada su condición de traición contra Altamar. Artur le revela a Tiago que se siente mal debido a una severa infección causada por cortarse el brazo para insertarse el implante que retiró de su oreja porque desea pasar el proceso y poder ir a Alta Mar y le pide a Tiago que no le diga a nadie, ya que si lo descubren, lo echarían de La Concha. Tiago se mete en la enfermería para obtener medicamentos y curar a Artur, pero es descubierto por Elisa, Tiago trata de cubrir a Artur, pero termina contándole todo. Artur es atendido por Elisa, pero se molesta con su hermano. Elisa le retira el implante del brazo y descubre que el implante estaba apagado por no haberlo insertado bien. Para la siguiente prueba se eligen 2 grupos de 3 personas: Tiago, Natalia y Marco en un grupo y Artur, Gloria y Joana en otro grupo. Ambos grupos son colocados en habitaciones separadas y el objetivo de la prueba es que cada grupo elija bajo que criterio se debe eliminar a un integrante del grupo opuesto. Tiago propone eliminar a Gloria y Marco se niega, mientras Gloria propone eliminar a Tiago, pero Joana se opone y propone eliminar a Marco. Al final, eligen los criterios "más joven" y "asesino". Luego Michelle indica que el criterio no era para eliminar al grupo opuesto, sino a alguien de su mismo grupo, por lo que al final, quedan eliminados Natalia y Joana, sin embargo Elisa termina contando a Michelle lo del implante de Artur y echado de La Concha. |             |                                                |                    |
| 3.4 | Pato        | Daina Giannecchini, Dani Libardi, Jotogá Crema | 7 de junio de 2019 |
| En un flashback, se revela que en un inicio había niños en Mar Alto ya que la pareja fundadora tenían una niña en una cuna. Sin embargo, Alta Mar comienza a sufrir de sobrepoblación y comienzan a escasear los alimentos, por lo cual la pareja fundadora propone una inyección anticonceptiva para todos. Aquellos del consejo que no han tenido hijos aún, se rehúsan, sin embargo terminan aprobando la iniciativa, adicional, uno de los integrantes del consejo propone enviar a Tierra firme a todos los niños y que participen del proceso cuando tengan su edad. La pareja fundadora se opone, pero terminan aceptando viendo que los hijos carecen de mérito y que este no es heredable. La niña (Thania), ya con 9 años se entera de la decisión y va a un estanque a despedirse de los patos antes de irse a tierra firme. Michelle, evidentemente cansada, vislumbra como el alimento se agota debido a la cantidad de personas, por lo cual decide eliminar al 50% de la población en las siguientes pruebas. En la prueba siguiente Tiago y Marco son enfrentados en una prueba de cara o cruz y Tiago gana. Marco deja La Concha junto con su hijo. Joana y Natalia comienzan a reclutar a los desterrados de La Concha para llevar a cabo su plan contra Alta Mar. De vuelta en La Concha, Michelle continua con las pruebas en parejas, en la cual uno de cada pareja es eliminado. En otro flashback se ve a Thania, 11 años después, en su proceso y es eliminada en la prueba del cubo. Ella grita que no puede ser eliminada porque es hija de la pareja fundadora, sin embargo, los padres le indican a la asistente que la candidata Thania ha sido eliminada y debe salir del edificio inmediatamente. La pareja final es Xavier y Gloria, a ambos les toca armar un rompecabezas, pero terminan al mismo tiempo, sin embargo Michelle elimina a Gloria. Joana y Natalia se reúnen con Gloria y le pide que se contacte con todos los eliminados para ir en contra de Alta Mar, por lo cual le cuenta sobre la propuesta que Marcela le dio a MIchelle, esta se enoja por no someter a votación esa propuesta y decide reclutar a todos para tomarse a la fuerza a La Concha. Termina la selección en La Concha y Michelle se frustra y rompe a llorar por los eliminados y las decisiones a las cuales se vio obligada a tomar. Gloria pide reunirse con Marcela y le pregunta sobre la veracidad de la propuesta, Marcela dice que es verdad y Gloria acepta esa propuesta a cambio de que apoyen la invasión a La Concha. Marcela se niega, pero le dice que si tienen éxito en la invasión a La Concha, ella le preveería todos los recursos que necesite para levantar La Concha y convertirla en un lugar de preparación para "El Proceso". En otro flashback, se revela que Thania fue la fundadora de la causa, a raíz de su eliminación en el proceso. |             |                                                |                    |
| 3.5 | Palanca     | Daina Giannecchini, Dani Libardi, Jotogá Crema | 7 de junio de 2019 |
| Michelle y Tiago reanudan la electricidad de La Concha, mientras que Gloria convence a todos los que fueron expulsados de que Michelle ocultó la propuesta de Alta Nar y logra que marchen hacia La Concha a tomarla a la fuerza. Una vez llegada la multitud a La Concha, los de adentro instalan una barricada con todo lo que encuentran disponibles, mientras que los de afuera empujan la puerta con fuerza, en eso, parte del grupo de afuera encuentran un objeto grande con el cual intentan tumbar la puerta, pero Michelle se aleja de la puerta y corre hacia su oficina a activar el sistema de seguridad que consiste en un sistema de descarga eléctrica con lo cual mataría al contacto a todo el que esté dentro del perímetro de La Concha. Gloria se entera de las intenciones de Michelle y aleja a todos de la puerta, sin embargo Marco llega y abre la puerta y recibe la descarga del sistema de seguridad. Gloria lo auxilia y luego que Marco recobra el conocimiento, insta a todos a entrar a la concha. Una vez tomada La Concha, Michelle y Tiago huyen de La Concha por una puerta secreta. Marco y Gloria les habla a los que se habían quedado dentro de la Concha y les dice que nada malo les pasará, ya que la única culpable de todo es Michelle. Tiago le dice a Michelle que se adelante, mientras él busca a Elisa para escapar juntos, pero esta se niega, luego al tratar de huir solo, salta una escalera y al caer se rompe el tobillo y no logra escapar, así que se esconde como puede dentro de La Concha. Joana y Natalia, en el desierto, encuentra un escondite y con un pedazo del colector de agua de la Concha recogen un poco de agua y la beben. En la Concha, Gloria llama a Marcela por el comunicador y le indica que ya La Concha fue tomada y le pregunta a Gloria que pida todo lo que necesita, mientras que todos gritan al unísono "Alta Mar". |             |                                                |                    |
| 3.6 | Escotilla   | Daina Giannecchini, Dani Libardi, Jotogá Crema | 7 de junio de 2019 |
| Gloria le dice a Marco que mientras no capturen a Michelle, Marcela no cumplirá con el trato y le dice que hay personas encubriéndola, como Tiago y como Elisa. Elisa encuentra a Tiago en donde se escondía y decide ayudarlo a curar su fractura, le dice que en 3 semanas volverá a caminar. Marco sorprende a Elisa mientras toma utensilios y medicamentos para Tiago y esta miente diciendo que estaba ayudando a otros pacientes. Marco le dice a Gloria que Elisa le dijo que no sabe nada, pero Arthur aparece y le dice que Elisa miente porque Tiago jamás se iría de La Concha sin Elisa. Joana, en el desierto, regresa a su refugio y encuentra a Michelle robándole agua, Michelle le explica que fue expulsada de La Concha y que tenía sed y buscaba un refugio, que no sabía que era el escondite de Joana, a lo que esta le responde que busque refugio en otro lugar porque ese es el de ella. En la Concha, Marco y Gloria convierten lo que una vez fue la despensa en una prisión y le dice a los habitantes que le dará comida a quien encuentren a Tiago y a Michelle. Elisa atiende las heridas de Tiago en su escondite dentro de La Concha y le coloca una férula en el pie. Se inicia la búsqueda de Michelle y Tiago, pero encuentran a Natalia y la acusan de negarse a la toma de La Concha y la encierra en la prisión. En el desierto Joana sospecha de la condición de Michelle y decide ir a buscarla, encontrándola desmallada en el desierto y la lleva a lo que una vez fue la central eléctrica que la pareja fundadora estalló desde Alta Mar. Estando allí le revela que el colector no se dañó con la tormenta, sino que fue saboteado. Michelle propone ingresar a La Concha sin ser vista para buscar más pistas sobre el sabotaje, pero en el intento son descubiertas y Michelle se entrega para que Joana pueda escapar y entrar a la Concha por la puerta por donde Michelle se había escapado. Marco y Gloria llaman a Elisa y lo ponen a hablar con André quien le ofrece el trato de entregar a Tiago, Michelle y Joana a cambio de regresar a Alta Mar. En La Concha, envían a Michelle a prisión y Joana logra entrar con la ayuda de Elisa, se reúne con Tiago y le dice que solo tienen esa noche para averiguar todo lo relacionado al sabotaje, ya que los suministros de Alta Mar llegarían al día siguiente. |             |                                                |                    |
| 3.7 | Jardi drone | Daina Giannecchini, Dani Libardi, Jotogá Crema | 7 de junio de 2019 |
| Un flasbak revela el Proceso de Gloria y de como conoció a Marcela. En la Concha, Joana conversa con Tiago sobre el sabotaje, ambos sospechan de Marco. Elisa logra robarse un dispositivo para revisar cámaras, inventarios, etc., con lo cual tratan de buscar sospechosos, Joana y Tiago buscan indicios en los que Marco sea culpable y Elisa lo descarta, porque sus daños corporales fueron atendidos personalmente por ella. Luego, las sospechas recaen sobre Gloria y comienzan a revisar los videos de seguridad de toda La Concha. Michelle es llevada a juicio frente a todos los habitantes de la Concha. En la clínica, Elisa revisa la sierra con la que se sospecha pudo haber cortado el colector y encuentra el ADN de varias personas, incluso de Tiago, menos de Gloria, con lo cual es descartada, luego, uno de los videos de seguridad muestra que durante el momento del sabotaje Gloria tocaba el violín, con lo cual, definitivamente es eliminada de la lista de sospechosos. En un flashback, se revela como Gloria es puesta a prueba por Marcela y esta decide abandonar el proceso por ayudar a Fernando, sin embargo todo fue una mentira, pues Fernando ya estaba muerto. Descartada Gloria como sospechosa del sabotaje, Joana y Tiago se enfocan en Xavier. Michelle revele frente a todos que Gloria y Xavier habían terminado al mismo tiempo, pero que eligió a Xavier por compasión. Xavier se siente engañado y se pone en contra se Michelle. Joana secuestra a Xavier y lo lleva al escondite de Tiago para ser interrogado, mientras que Arthur descubre ese escondite. En el interrogatorio a Xavier, este propone que revisen las cámaras del jardi drone porque quizás haya captado algo. Joana va a buscar al Jardi drone, mientras que Arthur va al escondite de Tiago y amenaza con delatarlo, en eso llega Joana con el jardi drone y se revela que quien cometió el sabotaje al colector fue Tiago.. |             |                                                |                    |
| 3.8 | Onda        | Daina Giannecchini, Dani Libardi, Jotogá Crema | 7 de junio de 2019 |
| Se revela que el envío de ayuda a la Concha no es más que un plan de Alta Mar para tomarla. En la Concha Tiago no entiende como pudo haber hecho eso y sospecha que quizás haya sido controlado de algún modo. Encuentran una grabación que es inaudible y al reproducirla Tiago se comporta de modo extraño. En un flashback se revela que Tiago había sido condicionado por Marcela para poder ser manipulado por medio del implante, hicieron lo mismo con Rafael (hermano de Tiago) y se descubre que Tiago y Elisa habían escapado del Proceso porque así lo había querido Marcela. Se revela cómo Tiago, manipulado mental y remotamente por Marcela, corta el cable del colector. Joana apaga la grabación y Tiago vuelve en sí, Joana revisa nuevamente la onda de sonido, pero a una velocidad más alta y se escucha la voz de Marcela dándole instrucciones a Tiago. Al amanecer, llegan los soldados a La Concha con suministros. Joana y Tiago se entregan y le dicen a Gloria y a Marco sobre el sabotaje, Gloria se niega a hacer algo contra Marcela, sin embargo Marco le pide a Joana las pruebas y luego envía a prisión a Joana y a Tiago. Mientras Marcela da un discurso a los habitantes de la Concha, Elisa ayuda a a escapar a todos de prisión, unos guardias de Alta Mar los descubren y se inicia una persecución en medio de un tiroteo. Joana, en la huida se topa de frente con Marco y éste le devuelve las pruebas y huye, Marco es atrapado y golpeado por lo guardias, encuentran a Joana encerrada en el cuarto de comunicaciones, los guardias comienzan a disparar y los disparos se escuchan por toda la Concha. Elisa, Michelle y Natalia detienen a los guardias con una especie de tanque de gas para ayudar a Joana y esta enciende el micrófono de La Concha y coloca la grabación en la se escucha la voz de Marcela indicando que se hiciera el sabotaje. Los habitantes se revelan contra Alta Mar y atacan a todos los guardias. Marcela huye y le dispara a algunos habitantes que intentan detenerla. Antes de huir se va al cuarto de Marco e intenta secuestrar a Mauricio, pero es descubierta por Xavi y la encierra, mientras llegan los refuerzos, al verse acorralada toma al niño y amenaza con dispararle, en eso llega Marco y le quita el arma a su madre indicando que ella no sería capaz de matar al último de los Álvarez. Marcela es detenida y puesto en prisión, mientras que André es capturado por Michelle, pero luego le deja escapar. André al llegar al edificio del Proceso le declara la guerra a La Concha y derroca al Concejo, tomando control absoluto de Alta Mar y del proceso. En La Concha, todos se ponen de acuerdo en atacar Alta Mar por medio del pulso electromagnético. |             |                                                |                    |

### Temporada 4
| Episodio | Título | Dirigido por                                   | Fecha de estreno     |
| -------- | ------ | ---------------------------------------------- | -------------------- |
| 4.1      |        | Daina Giannecchini, Dani Libardi, Jotogá Crema | 14 de agosto de 2020 |
| .        |        |                                                |                      |
| 4.2      |        | Daina Giannecchini, Dani Libardi, Jotogá Crema | 14 de agosto de 2020 |
| .        |        |                                                |                      |
| 4.3      |        | Daina Giannecchini, Dani Libardi, Jotogá Crema | 14 de agosto de 2020 |
| .        |        |                                                |                      |
| 4.4      |        | Daina Giannecchini, Dani Libardi, Jotogá Crema | 14 de agosto de 2020 |
| .        |        |                                                |                      |
| 4.5      |        | Daina Giannecchini, Dani Libardi, Jotogá Crema | 14 de agosto de 2020 |
| .        |        |                                                |                      |
| 4.6      |        | Daina Giannecchini, Dani Libardi, Jotogá Crema | 14 de agosto de 2020 |
| .        |        |                                                |                      |
| 4.7      |        | Daina Giannecchini, Dani Libardi, Jotogá Crema | 14 de agosto de 2020 |
| .        |        |                                                |                      |

## Premios y nominaciones
| Año  | Premio        | Categoría      | Resultado |
| ---- | ------------- | -------------- | --------- |
| 2017 | Premios Fénix | Serie de Drama | Nominada  |